# Añora
Añora è un comune spagnolo di 1 579 abitanti situato nella comunità autonoma dell'Andalusia, nella provincia di Cordova. Fa parte della comarca di Los Pedroches.